# Arturo Castillo Chirinos
Arturo Castillo Chirinos (Chiclayo; Lambayeque, 28 de mayo de 1947) es un contador, abogado y político peruano. Fue alcalde de la ciudad de Chiclayo en tres periodos no consecutivos y congresista de la república por la región Lambayeque durante el periodo 1995-2000.

## Biografía
Nació en la ciudad de Chiclayo, ubicado en el departamento de Lambayeque, el 28 de mayo de 1947.
Realizó sus estudios primarios en la Escuela Pública N.º 258-Chiclayo y los secundarios en el Colegio Nacional San José. Entre 1970 y 1976, estudió la carrera de Contabilidad en la Universidad Nacional Pedro Ruiz Gallo y en la Universidad Nacional de Lambayeque(luego fusionada con UNPRG) la carrera de Derecho.
Trabajó en la fábrica PERULAC de Compañía de Alimentos Nestlé situada en Chiclayo, donde hoy se sitúa Real Plaza Chiclayo, entre 1968 y 1985.

## Carrera política
Arturo Castillo fue militante de Acción Popular, partido político de Fernando Belaúnde Terry, y su carrera política se inició en las elecciones municipales del año 1980 cuando fue elegido como regidor de la provincia de Chiclayo para el periodo 1981-1984.

### Alcalde de Chiclayo
En las elecciones municipales de 1989, Castillo postuló a la alcaldía de Chiclayo por el Frente Democrático, alianza política liderada por Mario Vargas Llosa, y resultó elegido como alcalde provincial para el periodo 1990-1992. Fue nuevamente reelegido para el periodo 1993-1995 por Acción Popular.
En julio de 1993, Castillo fue elegido como presidente de la Asociación de Municipalidades del Perú (AMPE) para el periodo 1993-1995, siendo parte de los alcaldes provinciales opositores al gobierno de Alberto Fujimori. En su primer período como burgomaestre, específicamente en 1995, que junto al Instituto Nacional de Desarrollo Urbano (Inader) se elaboró el proyecto "Chiclayo 2020", con la participación del arquitecto paisajista Sami David de Estados Unidos. Pero fue en el año 2003, en su tercera gestión como autoridad edil, que se consiguió que las Organización de las  Naciones Unidas seleccione a Chiclayo como la primera ciudad piloto en el Perú para ejecutar el plan “Ciudades Sostenibles”.
Entre los puntos considerados en este proyecto destacó el diseño de la expansión urbana en el área del litoral (circuito de playas y pampas de Mocupe), así como la anulación de los anillos viales para dar paso a los corredores viales, También se consideró la no circulación de unidades vehiculares como son mototaxis y autos Tico para impulsar el uso de buses que funcionen a gas o a electricidad, incluso se emitió una ordenanza que prohibió la construcción de inmuebles en lugares agrícolas para garantizar la supervivencia de la población. 
Durante ese período, construyó diversas obras públicas que perduran hasta la actualidad como la rehabilitación del espacio y construcción del Paseo-Parque Las Musas entre 1994-1995 y la rehabilitación y construcción del Parque infantil de Chiclayo en 1995 incluyendo incluyendo su vivero y anfiteatro; antes de ello, eran terrenos baldíos y llenos de basura.
En las elecciones municipales del año 2002, Castillo fue nuevamente elegido para la alcaldía de Chiclayo para el periodo 2003-2006. Intentó la reelección en las elecciones del año 2006, sin embargo no resultó reelegido.

### Congresista de la República
En las elecciones del año 1995, Arturo Castillo postuló al Congreso de la República encabezando la lista de Acción Popular y fue elegido como congresista de la república, con 28,136 votos, para el periodo parlamentario 1995-2000.
Como congresista, formó parte de la oposición al gobierno fujimorista e integró diversas comisiones parlamentarias. Asimismo, fue uno de los voceros de Acción Popular en el Congreso.
Renunció a Acción Popular en el año 2009. Luego al año siguiente, postuló nuevamente a la alcaldía de Chiclayo, esta vez por el Movimiento Fuerza Social Progresista, sin embargo, no resultó elegido. Luego Castillo se unió a Todos por el Perú y postuló al Congreso de la República en 2016, donde finalmente quedó excluido de la campaña electoral.
Fue invitado por el partido Peruanos Por el Kambio como candidato a la presidencia Gobierno Regional de Lambayeque para las elecciones regionales del año 2018, donde luego terminó por renunciar a su candidatura tras el pedido de vacancia contra Pedro Pablo Kuczynski.

## Controversia
Tras 14 años de litigio, en el año 2022, Arturo Castillo fue condenado a una multa de S/ 300.000 tras el despido masivo de trabajadores ediles cuando fue burgomaestre durante su gestión 2003-2006 por la resoluciones ediles 1173 y 1174 donde despedía a 325 servidores y 631 obreros en busca de salvaguardar el presupuesto municipal.
La polémica surgió que al tomar posesión de su tercer período como alcalde , los trabajadores ediles en planilla se habían duplicado de 980 al término de su segunda gestión en 1995, a 2380 en 2003 después de las gestiones de Bartra y Noblecilla.